# Pulau Subi Kecil
Pulau Subi Kecil är en ö i Indonesien.   Den ligger i provinsen Kepulauan Riau, i den nordvästra delen av landet, 1 100 km norr om huvudstaden Jakarta. Arean är 10,2 kvadratkilometer.
Terrängen på Pulau Subi Kecil är platt. Öns högsta punkt är 60 meter över havet. Den sträcker sig 5,0 kilometer i nord-sydlig riktning, och 4,1 kilometer i öst-västlig riktning.